# شهرستان بوفورت (کارولینای جنوبی)
شهرستان بیوفورت، کارولینای جنوبی (به انگلیسی: Beaufort County, South Carolina) یک سکونتگاه مسکونی در ایالات متحده آمریکا است که در کارولینای جنوبی واقع شده‌است.

## خصوصیات
شهرستان بیوفورت ۲٬۳۹۰٫۵۷ کیلومترمربع مساحت دارد.